# Giáo phận Cần Thơ

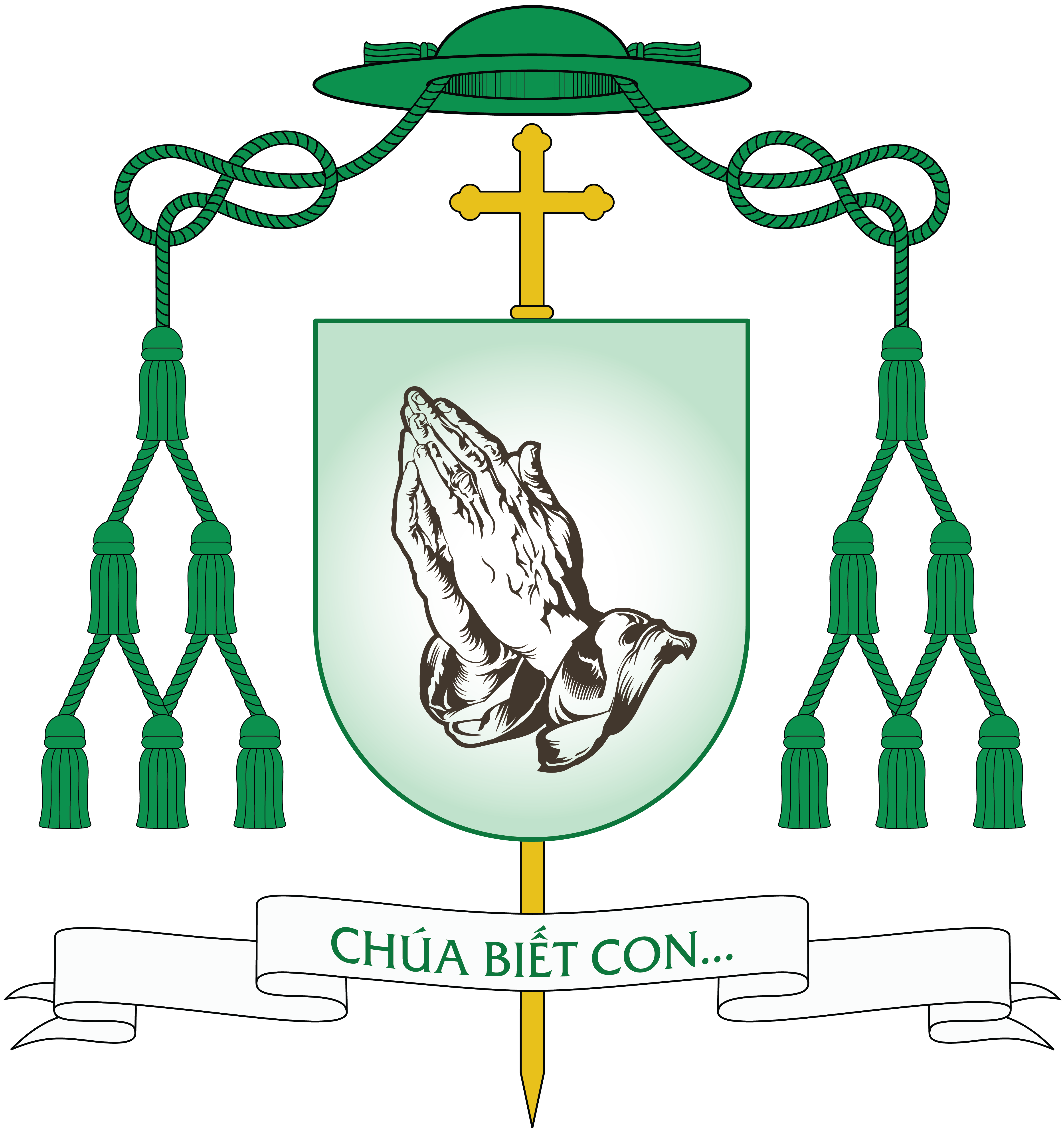
Huy hiệu giám mục Phêrô Lê Tấn Lợi.

Giáo phận Cần Thơ (tiếng Latin: Dioecesis Canthoensis) là một giáo phận Công giáo Rôma tại Việt Nam. Giáo phận Cần Thơ, tiền thân là Hạt Đại diện Tông Tòa Cần Thơ, được thành lập năm 1955, sau đó được nâng cấp thành giáo phận vào năm 1960.
Địa bàn hành chính thuộc Giáo phận tương ứng tỉnh Cà Mau và thành phố Cần Thơ (trừ quận Thốt Nốt và huyện Vĩnh Thạnh). Tính đến năm 2023, giáo phận có 190.549 giáo dân (chiếm 3,6% dân số). Giáo phận có 149 giáo xứ, 22 nam tu và 575 nữ tu. Tính đến tháng 9 năm 2024, giáo phận có 280 linh mục thuộc linh mục đoàn, bao gồm 265 linh mục triều Giáo phận, 5 linh mục triều từ giáo phận khác và 10 linh mục dòng.
Giáo phận hiện đang được cai quản bởi Giám mục chính tòa Phêrô Lê Tấn Lợi (từ năm 2025).

## Lịch sử
Lịch sử truyền giáo tại Việt Nam ghi nhận, vào năm 1555, một giáo sĩ dòng Đa Minh là Gaspar de la Cruz đã đặt chân lên đất Hà Tiên, bấy giờ vẫn còn thuộc vương quốc Khmer. Tuy nhiên đây là một chặng dừng ngắn ngủi của ông trên đường từ Malacca đến Quảng Châu.
Năm 1659, Tòa Thánh lập 2 địa phận đầu tiên tại Việt Nam. Trong gần 200 năm, địa phận giáo phận Cần Thơ ngày nay thuộc Địa phận Đàng Trong thời bấy giờ. Năm 1844, Địa phận Đàng Trong được chia thành hai địa phận Tây Đàng Trong và Đông Đàng Trong. Chỉ 6 năm sau đó, năm 1850, Địa phận Tây Đàng Trong được chia thành hai: Địa phận Tây Đàng Trong (Nam Kỳ Lục tỉnh) và Địa phận Cao Miên (còn gồm cả Vương quốc Champasak). Năm 1868, hai tỉnh Hà Tiên và Châu Đốc (tên cũ là An Giang) của Nam Kỳ lục tỉnh được sáp nhập vào Địa phận Cao Miên. Địa giới địa phận Cần Thơ ngày nay thuộc Địa phận Cao Miên (năm 1924 đổi thành Nam Vang) khi đó.
Ngày 20 tháng 9 năm 1955, Giáo hoàng Piô XII ra Sắc chỉ Quod Christus tách phần đất của Việt Nam thuộc Địa phận Nam Vang gồm 10 tỉnh lúc đó: An Giang, Kiên Giang, Phong Dinh, Chương Thiện, Ba Xuyên, Châu Đốc, Bạc Liêu, Hà Tiên, Sa Đéc và An Xuyên để thành lập một địa phận mới lấy tên gọi là Địa phận Cần Thơ (Hạt Đại diện Tông Tòa Cần Thơ), đặt tân Giám mục Phaolô Nguyễn Văn Bình làm Đại diện Tông tòa. Khi thành lập, địa phận Cần Thơ có 148.610 giáo dân, 110 linh mục, 300 nữ tu dòng Chúa Quan Phòng, 10 nữ tu dòng Con Đức Mẹ, 3 nữ tu tu hội Bác Ái Vinh Sơn, 11 sư huynh dòng La San và 9 đại chủng sinh. Đến ngày 24 tháng 11 năm 1960, Tòa Thánh thiết lập Hàng Giáo phẩm Việt Nam, nâng Hạt đại diện Tông Tòa (Địa phận) Cần Thơ lên hàng giáo phận chính tòa, thuộc Giáo tỉnh Sài Gòn.
Ba ngày sau, ngày 27 tháng 11 năm 1960, Tòa Thánh tách 4 tỉnh của giáo phận Cần Thơ là An Giang, Kiên Giang, Châu Đốc và Hà Tiên để lập Giáo phận Long Xuyên, một phần tỉnh An Giang (Cù Lao Tây và Hồng Ngự) nhập vào Giáo phận Mỹ Tho, phần khác của tỉnh là Sa Đéc nhập vào Giáo phận Vĩnh Long. Sau khi phân chia, giáo phận Cần Thơ chỉ còn diện tích hơn 13.000 km2 với 67 linh mục và 56.200 giáo dân trên tổng số dân là 1,410,000 người.
Ngày nay, Giáo phận Cần Thơ nằm về phía hữu ngạn sông Hậu Giang, Đông Bắc giáp Giáo phận Vĩnh Long (tả ngạn sông Hậu); Tây Bắc giáp Giáo phận Long Xuyên; Tây giáp vịnh Thái Lan, Đông giáp biển Đông. Tổng diện tích 13.258 km2, tương ứng địa bàn 5 tỉnh thành Thành phố Cần Thơ (trừ huyện Thốt Nốt thuộc giáo phận Long Xuyên), Hậu Giang, Sóc Trăng, Bạc Liêu và Cà Mau, theo Báo cáo Mục vụ 2014, có 187.846 giáo dân (2.691 người Khmer và 475 người Hoa), 207 linh mục, 344 tu sĩ đang phục vụ trên 143 họ đạo (116 có LM, 27 không có LM). Toàn giáo phận gồm 7 giáo hạt: Cần Thơ, Đại Hải, Trà Lồng, Vị Thanh, Sóc Trăng, Bạc Liêu và Cà Mau. Với 94 giáo xứ có linh mục và 35 họ đạo không có linh mục. Địa bàn giáo phận nằm gọn trong vùng đồng bằng sông Cửu Long với hệ thống sông ngòi chằng chịt như sông Hậu Giang, Cái Tư, kênh Quảng Lộ, kênh Sáng Sà No, kênh Phụng Hiệp... Thành phần dân cư đa số là người Kinh, ngoài ra còn có người Khmer (khoảng 50.000) và người Hoa (nhất là vùng Sóc Trăng và Bạc Liêu).
Địa giới giáo phận: phía bắc giáp giáo phận Long Xuyên và giáo phận Vĩnh Long, phía nam và phía đông giáp biển Đông, phía tây giáp vịnh Thái Lan.

## Các danh địa giáo phận

### Nhà thờ chính tòa và Tòa Giám mục
Nhà thờ Trái tim Cực sạch Đức Mẹ ở Cần Thơ được chỉ định làm Nhà thờ chính tòa của giáo phận.

### Thánh địa hành hương
Trung tâm Hành Hương Cha Phanxicô Trương Bửu Diệp
Trung tâm Hành Hương Đức Mẹ Fatima Rạch Súc

### Các nhà thờ và tu viện lớn
- Đại chủng viện Thánh Quý
- Hội Dòng Chúa Quan Phòng tỉnh dòng Cần Thơ
- Hội Dòng Mến Thánh Giá Cần Thơ
- Hội Dòng Con Đức Mẹ Cần Thơ
- Trung tâm Mục Vụ Giáo phận Cần Thơ

## Cơ sở Giáo phận
1. Tòa Giám mục Cần Thơ
12 Nguyễn Trãi, phường An Hội, quận Ninh Kiều, thành phố Cần Thơ
2. Nhà thờ chính tòa Cần Thơ
14 Nguyễn Thị Minh Khai, phường An Lạc, quận Ninh Kiều, thành phố Cần Thơ
3. Đại chủng viện Thánh Phêrô Đoàn Công Quý
87/1 Võ Tánh, phường Lê Bình, quận Cái Răng, thành phố Cần Thơ
4. Tu Viện dòng Chúa Quan Phòng, nhánh Portieux
362 Tầm Vu, phường Hưng Lợi, quận Ninh Kiều, thành phố Cần Thơ
5. Dòng Con Đức Mẹ Cần Thơ
480 Cách Mạng Tháng Tám, phường Bùi Hữu Nghĩa, quận Bình Thủy, thành phố Cần Thơ
6. Dòng Mến Thánh Giá Cần Thơ
99 Tôn Đức Thắng, phường 5, thành phố Sóc Trăng
7. CĐ Bác Ái Vinh Sơn
43/9 Trần Hưng Đạo, phường An Nghiệp, quận Ninh Kiều, thành phố Cần Thơ
8. CĐ Tận Hiến Truyền giáo
14/3 Nguyễn Thị Minh Khai, phường An Lạc, quận Ninh Kiều, thành phố Cần Thơ
9. CĐ Thánh Gia
233/4 đường 30/4, phường Hưng Lợi, quận Ninh Kiều, thành phố Cần Thơ
10. CĐ Đa Minh
11. CĐ Phanxicô
112/60 đường 3/2, phường Hưng Lợi, quận Ninh Kiều, thành phố Cần Thơ
12 Nhà Hưu Linh mục Cần Thơ
22/5 Trần Ngọc Quế, phường Xuân Khánh, quận Ninh Kiều, thành phố Cần Thơ
13. Trung tâm Phanxicô, kính nhớ cha P.X. Trương Bửu Diệp
Ấp 2, xã Tân Phong, thị xã Giá Rai, tỉnh Bạc Liêu

## Hạt Cần Thơ
1. Họ đạo An Bình (Rau Răm)
55/1 đường 923, khu vực 8, phường An Bình, thành phố Cần Thơ
2. Họ đạo An Hội
64 Cách Mạng Tháng Tám, phường Cái Khế, thành phố Cần Thơ
3. Họ đạo An Hòa
22 đường 3-2, phường Tân An, thành phố Cần Thơ
4. Họ đạo An Thạnh
249 đường 30-4, phường Tân An, thành phố Cần Thơ
5. Họ đạo Bình An (Rạch Súc Trong)
Khu dân cư Bình Nhật A, phường Long Tuyền, thành phố Cần Thơ
6. Họ đạo Bình Thủy
480 Cách Mạng Tháng Tám, phường Bình Thủy, thành phố Cần Thơ
7. Họ đạo Cái Chanh
Ấp Khánh Hội A, xã Châu Thành, thành phố Cần Thơ
8. Họ đạo Cái Răng
Lộ Bà Cai, khu vực Yên Hòa, phường Cái Răng, thành phố Cần Thơ
9. Họ đạo Cái Tắc
695 Ấp Tân Phú, xã Đông Phước, thành phố Cần Thơ
10. Họ đạo Chính Tòa
14 Nguyễn Thị Minh Khai, phường Ninh Kiều, thành phố Cần Thơ
11. Họ đạo Cờ Đỏ
Ấp Thới Thuận, xã Cờ Đỏ, thành phố Cần Thơ
12. Họ đạo Định Môn
Ấp Định Phước, xã Trường Thành, thành phố Cần Thơ
13. Họ đạo Lộ 20
357 Nguyễn Văn Cừ, phường Cái Khế, thành phố Cần Thơ
14. Họ đạo Ô Môn:
263 Trần Hưng Đạo, khu vực 14, phường Ô Môn, thành phố Cần Thơ
15. Họ đạo Rạch Gòi
Ấp Phú Xuân, xã Thạnh Hòa, thành phố Cần Thơ
16. Họ đạo Rạch Súc
Khu dân cư Bình Nhật B, phường Long Tuyền, thành phố Cần Thơ
17. Họ đạo Tham Tướng
63 Mậu Thân, phường Ninh Kiều, thành phố Cần Thơ
18. Họ đạo Thới Hòa
85 Phạm Ngũ Lão, phường Ninh Kiều, thành phố Cần Thơ
19. Họ đạo Thới Lai
Xã Thới Lai, thành phố Cần Thơ
20. Họ đạo Thới Long Xuân
Ấp Thới Giai, xã Phong Điền, thành phố Cần Thơ
21. Họ đạo Thới Thạnh
43 Trần Hưng Đạo, phường Ninh Kiều, thành phố Cần Thơ
22. Họ đạo Tòa Giám mục
12 Nguyễn Trãi, phường Ninh Kiều, thành phố Cần Thơ
23. Họ đạo Trường Long
Ấp Trường Thọ I, xã Trường Long, thành phố Cần Thơ
24. Họ đạo Trường Thành (Ba Mít)
Ấp Trường Đông, xã Trường Thành, thành phố Cần Thơ

## Hạt Vị Thanh
1. Họ đạo Bảy Ngàn
Ấp 3A, xã Tân Hòa, thành phố Cần Thơ
2. Họ đạo Cái Nhum
Ấp 2, xã Vĩnh Thuận Đông, thành phố Cần Thơ
3. Họ đạo Kinh tế Mới
Ấp 12, xã Vị Thủy, thành phố Cần Thơ
4. Họ đạo Long Mỹ
Đường Nguyễn Trung Trực, khu phố 5, phường Long Mỹ, thành phố Cần Thơ
5. Họ đạo Lương Hòa
Ấp 1, xã Lương Tâm, thành phố Cần Thơ
6. Họ đạo Lương Thiện
Ấp 8, xã Lương Tâm, thành phố Cần Thơ
7. Họ đạo Tân Phú (Bào Ráng)
Ấp 6, xã Lương Tâm, thành phố Cần Thơ
8. Họ đạo Tôma
Ấp 4, xã Lương Tâm, thành phố Cần Thơ
9. Họ đạo Trà Ban
Ấp Tân Bình I, phường Long Phú 1, thành phố Cần Thơ
10. Họ đạo Vị Hưng
Khu phố 2, phường Vị Tân, thành phố Cần Thơ
11. Họ đạo Vị Thanh
Khu phố 4, phường Vị Thanh, thành phố Cần Thơ
12. Họ đạo Vị Tín
18 Nguyễn Trãi, phường Vị Tân, thành phố Cần Thơ
13. Họ đạo Vịnh Chèo
Ấp 3, xã Vĩnh Thuận Đông, thành phố Cần Thơ
14. Họ đạo Xavier
Ấp 3, xã Vĩnh Thuận Đông, thành phố Cần Thơ

## Hạt Đại Hải
1. Họ đạo Ba Trinh
Ấp 5A, xã Đại Hải, thành phố Cần Thơ
2. Họ đạo Bắc Hải
Ấp Bắc Hải, xã Đại Hải, thành phố Cần Thơ
3. Họ đạo Cồn Mỹ Phước
Ấp Mỹ Phước, xã Nhơn Mỹ, thành phố Cần Thơ
4. Họ đạo Đại Hải
Ấp Nam Hải, xã Đại Hải, thành phố Cần Thơ
5. Họ đạo Kế Sách.
Xã Kế Sách, thành phố Cần Thơ
6. Họ đạo Kim Phụng
Phường Đại Thành, thành phố Cần Thơ
7. Họ đạo Lương Hiệp
Khu dân cư Xẻo Vông B, phường Đại Thành, thành phố Cần Thơ
8. Họ đạo Nam Hải
Ấp Nam Hải, xã Đại Hải, thành phố Cần Thơ
9. Họ đạo Trà Canh
Ấp Trà Canh A2, xã Thuận Hòa, thành phố Cần Thơ
10. Họ đạo Nhơn Mỹ
Ấp Mỹ Yên, xã Nhơn Mỹ, thành phố Cần Thơ
11. Họ đạo Phụng Hiệp
Phường Ngã Bảy, thành phố Cần Thơ
12. Họ đạo Phụng Tường
Ấp Xẻo Môn, xã Phụng Hiệp, thành phố Cần Thơ
13. Họ đạo Rạch Vọp
Ấp An Hòa, xã Thới An Hội, thành phố Cần Thơ
14. Họ đạo Trà Ếch
Ấp An Thạnh, xã Thới An Hội, thành phố Cần Thơ
15. Họ đạo Thái Hải
Phường Ngã Bảy, thành phố Cần Thơ
16. Họ đạo Thiết An
Ấp Đông Hải, xã Đại Hải, thành phố Cần Thơ
17. Họ đạo Từ Xá
Ấp Ba Rinh, xã Đại Hải, thành phố Cần Thơ
18. Họ đạo Trung Hải
Ấp Trung Hải, xã Đại Hải, thành phố Cần Thơ
19. Họ đạo Vinh Phát
Phường Ngã Bảy, thành phố Cần Thơ
20. Họ đạo Xuân Hòa
Ấp Hòa Lộc I, xã An Lạc Thôn, thành phố Cần Thơ

## Hạt Sóc Trăng
1. Họ đạo Ba Rinh
Ấp Mỹ Phú, xã Hồ Đắc Kiện, thành phố Cần Thơ
2. Họ đạo Bãi Giá
Xã Trần Đề, thành phố Cần Thơ
3. Họ đạo Chàng Ré
Ấp Phú Thuận, xã Nhu Gia, thành phố Cần Thơ
4. Họ đạo Cồn Tròn
Ấp Nguyễn Tăng, xã Cù Lao Dung, thành phố Cần Thơ
5. Họ đạo Đại Ngãi
Ấp Ngãi Hội 2, xã Đại Ngãi, thành phố Cần Thơ
6. Họ đạo Đại Tâm
Phường Mỹ Xuyên, thành phố Cần Thơ
7. Họ đạo Hòa Hinh
Ấp Hòa Hinh, xã Ngọc Tố, thành phố Cần Thơ
8. Họ đạo Hòa Lý
Ấp Hòa Lý, xã Ngọc Tố, thành phố Cần Thơ
9. Họ đạo Hòa Thượng
Ấp Hòa Thượng, xã Ngọc Tố, thành phố Cần Thơ
10. Họ đạo Long Phú
Xã Long Phú, thành phố Cần Thơ
11. Họ đạo Mỹ Xuyên
39 Hương lộ 14, phường Mỹ Xuyên, thành phố Cần Thơ
12. Họ đạo Ngan Rô
Ấp Ngan Rô 2, xã Trần Đề, thành phố Cần Thơ
13. Họ đạo Nhu Gia
Khu 4 (Nhu Gia), xã Nhu Gia, thành phố Cần Thơ
14. Họ đạo Rạch Tráng
Ấp An Nghiệp, xã Cù Lao Dung, thành phố Cần Thơ
15. Họ đạo Sa Keo
Ấp Tân Phước, xã Tân Long, thành phố Cần Thơ
16. Họ đạo Sóc Trăng
Khóm 2, phường Sóc Trăng, thành phố Cần Thơ
17. Họ đạo Tam Sóc
Ấp Tam Sóc, xã Mỹ Tú, thành phố Cần Thơ
18. Họ đạo Tân Thạnh
Ấp Cái Quanh, xã Tân Thạnh, thành phố Cần Thơ
19. Họ đạo Trung Bình Khmer
Ấp Chợ, xã Trần Đề, thành phố Cần Thơ
20. Họ đạo Việt Kiều
Phường Sóc Trăng, thành phố Cần Thơ

## Hạt Trà Lồng
1. Họ đạo Bô Na
Ấp Phương Hòa I, xã Long Hưng, thành phố Cần Thơ
2. Họ đạo Cái Trầu
Ấp Vĩnh Kiên, phường Ngã Năm, thành phố Cần Thơ
3. Họ đạo Đồng Lào
Xã Mỹ Phước, thành phố Cần Thơ
4. Họ đạo Đường Láng
Ấp Phước Thọ I, xã Mỹ Phước, huyện Mỹ Tú, tỉnh Sóc Trăng
5. Họ đạo Fatima
Ấp Mỹ Lợi C, xã Mỹ Tú, thành phố Cần Thơ
6. Họ đạo Hậu Bối
Ấp Phương Hòa 3, xã Long Hưng, thành phố Cần Thơ
7. Họ đạo Kinh Đức Bà
Ấp Phương Thạnh, xã Phương Bình, thành phố Cần Thơ
8. Họ đạo Kinh Lý
Ấp Mới, xã Long Hưng, thành phố Cần Thơ
9. Họ đạo Mỹ Phước
Ấp Phước Thọ B, xã Mỹ Phước, thành phố Cần Thơ
10. Họ đạo Ngã Năm
Xã Phú Lộc, thành phố Cần Thơ
11. Họ đạo Ô Ven
Ấp Phước Thọ A, xã Mỹ Phước, thành phố Cần Thơ
12. Họ đạo Tân Lập
Ấp Tân Hòa C, xã Long Hưng, thành phố Cần Thơ
13. Họ đạo Tân Thành
Phường Ngã Năm, thành phố Cần Thơ
14. Họ đạo Thánh Tâm
Xã Long Hưng
15. Họ đạo Trà Cú
Ấp Tân Lập A, phường Ngã Năm, thành phố Cần Thơ
16. Họ đạo Trà Rằm
Phường Long Phú 1, thành phố Cần Thơ
17. Họ đạo Trà Lồng
Phường Long Phú 1, thành phố Cần Thơ
18. Họ đạo Vĩnh Lợi
Ấp 18, xã Tân Long, thành phố Cần Thơ

## Hạt Bạc Liêu
1. Họ đạo Bạc Liêu
Khóm 2, phường Bạc Liêu, tỉnh Cà Mau
2. Họ đạo Bến Bàu
Ấp Bến Bàu, xã Vĩnh Lộc, tỉnh Cà Mau
3. Họ đạo Chủ Chí
Phường Giá Rai, tỉnh Cà Mau
4. Họ đạo Đất Sét
Ấp Vĩnh Bình, xã Vĩnh Lộc, tỉnh Cà Mau
5. Họ đạo Đức Mẹ Hồn Xác Lên Trời
Đường Nguyễn Văn Linh, phường Bạc Liêu, tỉnh Cà Mau
6. Họ đạo Gành Hào:
Ấp 5, xã Gành Hào, huyện Đông Hải, tỉnh Cà Mau
7. Họ đạo Giá Rai
Phường Giá Rai, tỉnh Cà Mau
8. Họ đạo Giồng Nhãn
Phường Hiệp Thành, tỉnh Cà Mau
9. Họ đạo Giuse
Ấp 16, xã Vĩnh Hậu, tỉnh Cà Mau
10. Họ đạo Hòa Bình
Ấp 3, xã Phong Thạnh, tỉnh Cà Mau
11. Họ đạo Khúc Tréo
Ấp Thành Thưởng A, xã An Trạch, tỉnh Cà Mau
12. Họ đạo Long Hà:
Ấp Long Hà, xã Long Điền, tỉnh Cà Mau
13. Họ đạo Nàng Rền
Ấp Nhà Thờ, xã Hưng Hội, tỉnh Cà Mau
14. Họ đạo Ninh Sơn
Phường Giá Rai, tỉnh Cà Mau
15. Họ đạo Phêrô
Ấp 12, xã Vĩnh Hậu, tỉnh Cà Mau
16. Họ đạo Tắc Sậy
Ấp 2, xã Phong Thạnh, tỉnh Cà Mau
17. Họ đạo Thánh Tâm (Vĩnh Hậu)
Ấp Vĩnh Mẫn, xã Vĩnh Hậu, tỉnh Cà Mau
18. Họ đạo Vĩnh Hiệp
Ấp An Khoa, xã Vĩnh Mỹ, tỉnh Cà Mau
19. Họ đạo Vĩnh Mỹ
Ấp Châu Phú, xã Hòa Bình, tỉnh Cà Mau
20. Họ đạo Vô Nhiễm
Ấp 15, xã Vĩnh Hậu, tỉnh Cà Mau

## Hạt Cà Mau
1. Họ đạo Ao Kho
87/115 Huỳnh Thúc Kháng, khóm 8, phường Tân Thành, tỉnh Cà Mau
2. Họ đạo Bàu Sen
Ấp Nam Chánh, xã Thanh Tùng, tỉnh Cà Mau
3. Họ đạo Cà Mau
200/20 Lý Thường Kiệt, phường Tân Thành, tỉnh Cà Mau
4. Họ đạo Cái Cấm
Ấp Cái Cấm, xã Tân Hưng, tỉnh Cà Mau
5. Họ đạo Cái Đôi Vàm
Khóm 7, xã Cái Đôi Vàm, tỉnh Cà Mau
6. Họ đạo Cây Bốm
Ấp Cây Bốm, xã Lương Thế Trân, tỉnh Cà Mau
7. Họ đạo Cái Rắn
Ấp Cái Rắn A, xã Lương Thế Trân, tỉnh Cà Mau
8. Họ đạo Hòa Thành
Phường Hòa Thành, tỉnh Cà Mau
9. Họ đạo Hòa Trung
Phường Hòa Thành, tỉnh Cà Mau
10. Họ đạo Huyện Sử
Ấp 2, xã Trí Phải, tỉnh Cà Mau
11. Họ đạo Kênh Ba
Ấp Tân Thành Mới, xã Nguyễn Việt Khái, tỉnh Cà Mau
12. Họ đạo Kinh Nước Lên
Ấp Phòng Hộ, xã Đất Mới, tỉnh Cà Mau
13. Họ đạo Khánh Hưng
Hợp tác xã Khánh Hưng A, xã Khánh Hải, tỉnh Cà Mau
14. Họ đạo Quản Long
74 Phan Đình Phùng, khóm 6, phường An Xuyên, tỉnh Cà Mau
15. Họ đạo Sông Đốc
Khóm 10, xã Sông Đốc, tỉnh Cà Mau
16. Họ đạo Số 6 Lacua
Ấp Quyền Thiện, xã Biển Bạch, tỉnh Cà Mau
17. Họ đạo Tân Lộc
Ấp 11, xã Tân Lộc, tỉnh Cà Mau
18. Họ đạo Tắc Vân
Phường Tân Thành, tỉnh Cà Mau
19. Họ đạo Thới Bình
Khóm 2, xã Thới Bình, tỉnh Cà Mau
20. Họ đạo U Minh
Nông trường U Minh, xã Đá Bạc, tỉnh Cà Mau

## Các đời Giám mục quản nhiệm
| STT                           | Tên                           | Thời gian quản nhiệm          | Ghi chú                         |
| Hạt Đại diện Tông tòa Cần Thơ | Hạt Đại diện Tông tòa Cần Thơ | Hạt Đại diện Tông tòa Cần Thơ | Hạt Đại diện Tông tòa Cần Thơ   |
| ----------------------------- | ----------------------------- | ----------------------------- | ------------------------------- |
| 1 †                           | Phaolô Nguyễn Văn Bình        | 1955-1960                     |                                 |
| Giáo phận Cần Thơ             |                               |                               |                                 |
| 2 †                           | Philipphê Nguyễn Kim Điền     | 1960-1968                     | Giám mục chính tòa              |
| 3 †                           | Giacôbê Nguyễn Ngọc Quang     | 1964 - 1968 1968 - 1990       | Giám mục phó Giám mục chính tòa |
| 4 †                           | Emmanuel Lê Phong Thuận       | 1975-1990 1990-2010           | Giám mục phó Giám mục chính tòa |
| 5                             | Stêphanô Tri Bửu Thiên        | 2002-2010 2010-2025           | Giám mục phó Giám mục chính tòa |
| 6                             | Phêrô Lê Tấn Lợi              | 2023-2025 2025-nay            | Giám mục phó Giám mục chính tòa |

Ghi chú:
- : Giám mục chính tòa
- : Giám mục phó, phụ tá hoặc Giám quản tông tòa, Đại diện tông tòa